# Dynasty Warriors Vol. 2

Dynasty Warriors Vol. 2, in Giappone Shin: Sangoku musō 2nd Evolution (真・三國無双 2nd Evolution?), è un videogioco Hack 'n slash, parte della popolare serie Dynasty Warriors, sviluppato dalla Omega Force e pubblicato dalla Koei. Il videogioco è stato pubblicato esclusivamente per PlayStation Portable.